# Åsa-Nisse (film)
Åsa-Nisse är en svensk komedifilm från 1949 i regi av Ragnar Frisk. Det är den allra första filmen om Åsa-Nisse.
Filmen hade premiär 22 oktober 1949.

## Handling
I den första Åsa-Nisse-filmen får man bland annat följa med när Nisse och Klabbarparn fiskar näckrosor, gammelgäddor och kräftor. Nisse bygger en bastu, och i byn bestäms att man skall hyra in en hemsyster för att låta tanterna i bygden vila upp sig. Det blir också en färd i en jeep med trasig styrning...

## Om filmen
Detta var den första Åsa-Nisse-filmen av tjugoen. Musiken är skriven av Johnny Bode under pseudonymen "Rob Robertson".Filmen är inspelad i Skirö utanför Vetlanda.

## Rollista
- John Elfström - Åsa-Nisse
- Artur Rolén - Klabbarparn
- Greta Berthels - Eulalia
- Lillie Wästfeldt - Kristin
- Gustaf Lövås - Sjökvist
- Bertil Boo - Sjungande bonden
- Emy Hagman - Hemsyster Elsa
- Josua Bengtson - Jönsson
- Stig Johanson - Olsson
- Gösta Gustafson - Knohultarn
- Einar Lidholm - Landsfiskalen
- Verner Oakland - bov
- Gösta Ericsson - bov
- Helga Brofeldt - käring från grannsocknen
- Mona Geijer-Falkner - käring från grannsocknen
- Astrid Bodin - käring från grannsocknen
- Sonja Rolén - Knohultarns gumma
- Gösta Persson - direktör Berg, kräftfiskare
- Rune Eriksson - pojken
- Eva Hägström - flickan[5]

## Musik i filmen
- Blåklint och viol, kompositör Rob. Robertson, text Lille, sång Bertil Boo
- Å Småland, å Småland, kompositör Rob. Robertson, instrumental
- S:t Hans dans, kompositör Rob. Robertson, instrumental
- Dockornas hovbal, kompositör Rob. Robertson, instrumental
- Flickedrömmar, kompositör Rob. Robertson, text Lille, sång Emy Hagman
- Vindarnas dans, kompositör Rob. Robertson, instrumental
- Ödesförspel, kompositör Rob. Robertson, instrumental
- Sérénade d'amour, kompositör och text Rob. Robertson, instrumental
- Du är den enda, kompositör Georg Enders, text Lille, sång Bertil Boo
- Festmarsch, kompositör Rob. Robertson, instrumental
- Au revoir, kompositör Rob. Robertson, instrumental
- Bridgekvartetten, kompositör och text Rob. Robertson, instrumental[6]